# 123 Brunhild
123 Brunhild este un asteroid din centura principală, descoperit pe 31 iulie 1872 de Christian Peters.